# Disperze (látka)
Disperzant (slangově disperze, odborně změkčovadlo anebo plastifikátor, superplastifikátor) je polymer většinou povrchově aktivní tenzid/surfaktant přidaný do suspenze, obvykle koloidní, pro zrychlení separace částic a k inhibici usazování či shlukování. Disperzanty se skládají obvykle z jednoho nebo více povrchově aktivních látek.

## Použití

### Automobilový průmysl
Automobilové motorové oleje obsahují disperzanty nejen ve formě detergentů. Detergenty na bázi kovů slouží primárně k čištění usazenin ve válcích a sekundárně k neutralizaci kyselin. Uvolněné usazeniny jsou následně „drženy“ rozptýlené disperzantem v oleji, aby nevytvářely velké shluky poškozující motor.
Disperzanty jsou také přidávány do benzinu, aby se zabránilo nahromadění lepkavých zbytků podobných černé naleptané gumě.

### Biodisperze
Disperzanty jsou používány k inhibici tvorby živočišných nánosů nebo biofilmů v průmyslových procesech (např. nánosy řas na průhledových sklech bioreaktorů). Další použití nacházejí v rozpouštění bakteriálního slizu a zvyšování účinnosti biocidů.

### Beton
Disperzní polymery jsou používány v betonových směsích (písek, kámen, cement a voda). Při nižším podílu vody betonová směs s disperzí dosahuje stejné viskozity při odlévání anebo dopravování betonu, což šetří náklady. Voda se totiž z betonové směsi z větší části odpaří, zatímco disperzant ne. Díky obsahu disperzantu v betonu je po vytuhnutí dosaženo lepších mechanických vlastností a odolnosti proti vodnímu průsaku.

### Detergenty
Hlavním účelem detergentů, při jejich užití jako čisticích prostředků, je rozptyl v suspenzi na vodní bázi. Kupříkladu prací prostředky uzavírají nečistoty a špínu v micelách, které se přirozeně rozptylují.
Detergenty se také používají jako emulgátory v některých aplikacích. K přípravě směsí slinutých karbidů před spékáním atp.